# Saumos

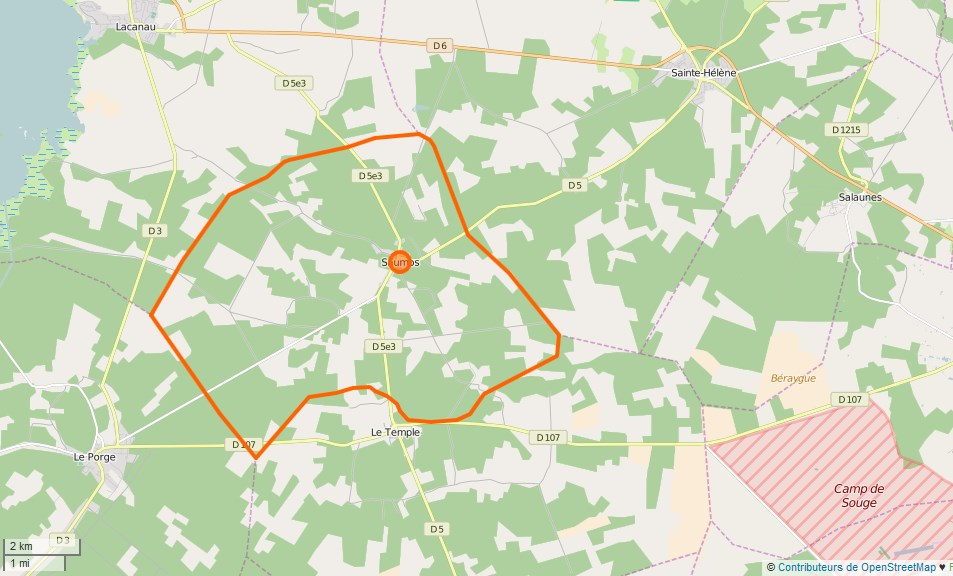
Gemeindegrenzen von Saumos

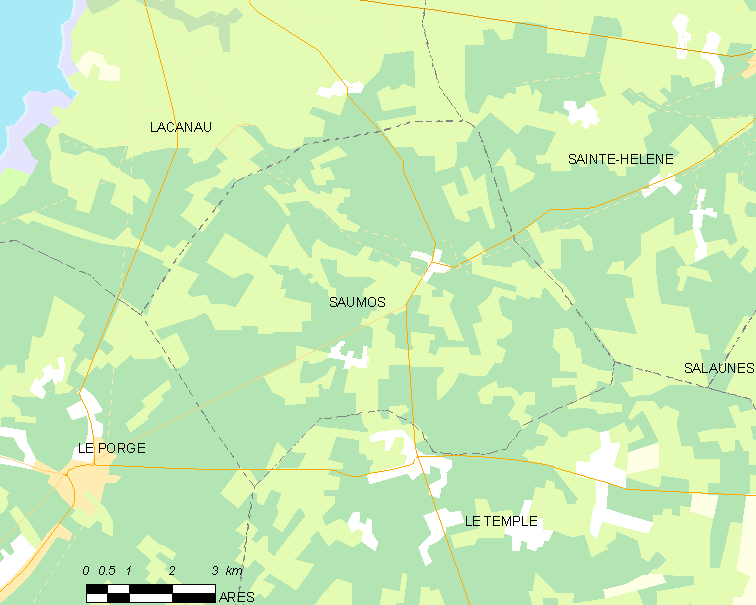
Umgebungskarte

Saumos ist eine französische Gemeinde im Département Gironde in der Region Nouvelle-Aquitaine mit 549 Einwohnern (Stand: 1. Januar 2022). Sie gehört zum Arrondissement Lesparre-Médoc und zum Kanton Le Sud-Médoc (bis 2015: Kanton Castelnau-de-Médoc).

## Geografie
Saumos liegt etwa 33 Kilometer westnordwestlich von Bordeaux. Das Gemeindegebiet gehört zum Regionalen Naturpark Médoc. Umgeben wird Saumos von den Nachbargemeinden Lacanau im Norden und Nordwesten, Sainte-Hélène im Osten und Nordosten, Le Temple im Süden und Südosten sowie Le Porge im Westen und Südwesten.

## Bevölkerung
| Jahr      | 1962 | 1968 | 1975 | 1982 | 1990 | 1999 | 2006 | 2017 |
| --------- | ---- | ---- | ---- | ---- | ---- | ---- | ---- | ---- |
| Einwohner | 333  | 276  | 285  | 296  | 346  | 339  | 470  | 532  |

## Sehenswürdigkeiten

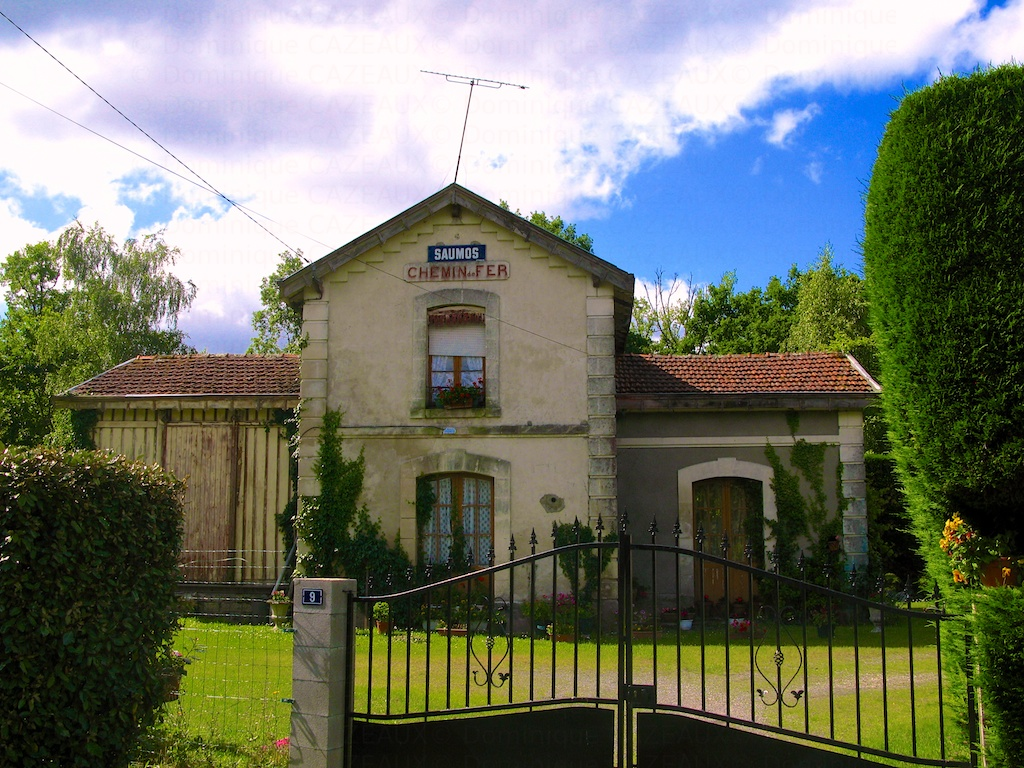
Alter Bahnhof

- Alter Bahnhof